# Pennantia cunninghamii
Pennantia cunninghamii conocida como el haya parda (Brown Beech) es un árbol del bosque lluvioso del este de Australia. El rango des su distribución natural es desde las cercanías de Batemans Bay en el sur de Nueva Gales del Sur (35° S) hasta Atherton en el trópico de Queensland (17° S).
El hábitat es las selvas tropicales y subtropicales. Sin embargo puede ser visto ocasionalmente en suelos pobres como en el Parque nacional Watagans. O en bosques templados lluviosos sujetos a clima frío, tales como las tierras altas de Nueva Gales del Sur. La identificación es fácil por las hojas y ramillas, ya que el patrón de zigzag es prominente. El tronco torcido es otra característica.

## Descripción
Es un árbol de talla mediana a grande, de hasta 30 metros de alto con un diámetro de 90 cm. El tronco es desigual, abollado, inclinado y torcido. La base del tronco está rebordeada. La corteza es café o gris oscuro.
Las hojas se forman en ramillas dispuestas en zigzag, las ramillas tienen pequeños puntitos cafés. Las hojas son alternadas, elípticas o en forma de huevo. De 7 a 15 cm de largo, con una corta punta en el extremo. Las venas están levantadas en el envés y son más prominentes que en el haz.
Flores blancas se forman en panículas, de 5 a 12 cm de largo. Las flores individuales miden 3 mm de largo con cinco pétalos de 2 mm de largo cada uno. La floración ocurre entre noviembre y enero. El fruto es una drupa en forma en forma de huevo, de 13 mm de largo con una semilla adentro. El fruto madura de octubre a julio. Se recomienda la remoción del arilo carnoso para ayudar a la germinación, la cual ocurre sin ninguna dificultad.

## Ecología
El fruto es comido por el zorro volador de cabeza gris y una gran variedad de aves; incluyendo la tórtola cuco parda, el maullador verde, la paloma bicrestada, el tilopo magnífico y la paloma blanquinegra.